# Premio César per il miglior film in lingua francese
Il premio César per il miglior film in lingua francese (César du meilleur film francophone) è un premio cinematografico francese assegnato in sole tre edizioni dei premi César, dal 1984 al 1986.

## Albo d'oro
- 1984: Dans la ville blanche, regia di Alain Tanner
- 1985: Wend Kuuni - Il dono di Dio, regia di Gaston Kaboré
- 1986: Derborence, regia di Francis Reusser